# Castillo de Turís

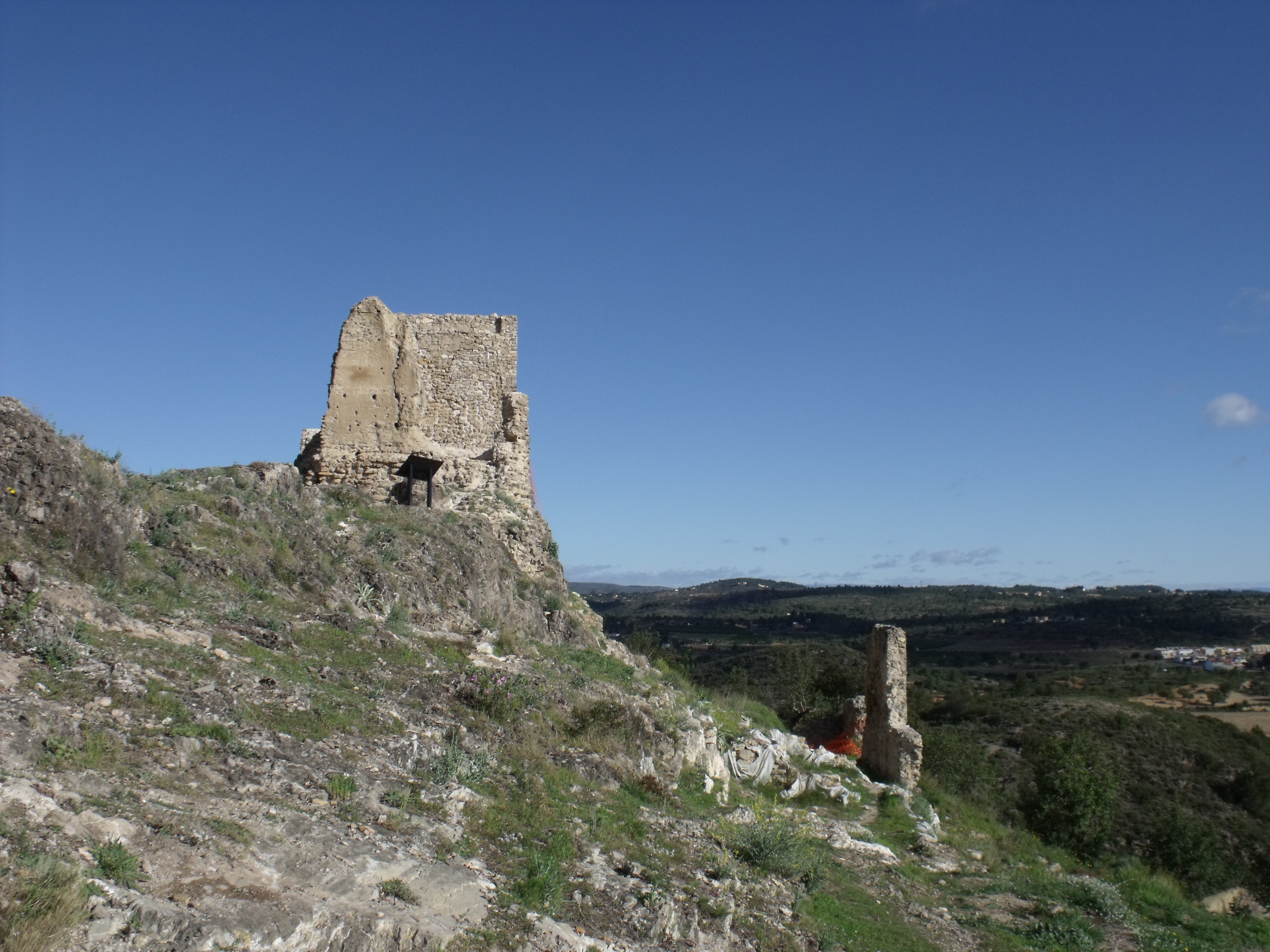

El Castillo de Turís (Valencia) España, localmente llamado "El Castellet", es una fortaleza de origen árabe de reducidas dimensiones construida sobre un asentamiento de la Edad de Bronce, y que se sitúa sobre un cerro alargado al sudoeste de la población que le da su nombre.
El conjunto está clasificado como bien de interés cultural por la declaración genérica que afecta a todos los castillos de España. Recibió la anotación ministerial R-I-51-0010762 de 24 de abril de 2002.

## Descripción
La fortaleza dispone de un recinto externo, muy amplio, que debió albergar la primitiva alquería. De este primer recinto se conservan restos de largos lienzos de la muralla y los restos de la torre situada al nordeste y algunos basamentos de otras.
El recinto interior se situaba en la parte más elevada del cerro, con una torre al sur y otras al este construidas con tapial. En la parte más alta se sitúa la torre del homenaje, de planta rectangular, tres plantas y terraza almenada, toda ella construida en mampostería.

## Historia
La primera fortificación del actual castillo se construyó a inicios del siglo XI. Ocupaba solo 500 m² y se componía de un oratorio y un torreón, unidos ambos por una doble muralla. El oratorio (zagüiya) contenía la sepultura (maqbara) con los restos de una persona santa. Era visitado por los lugareños, que accedían por el muro de la alquibla, orientado hacia La Meca. Este edificio tenía una cubierta plana diseñada para recoger el agua de lluvia, que se almacenaba en una cisterna en el exterior del recinto. También inicios del siglo XI se edificó el torreón, que servía de residencia a una pequeña guarnición, de forma que se controlaba la ruta del valle del río Magro. Cada uno de los edificios tenía un acceso propio, además de existir una puerta en la zagüiya para el acceso desde el torreón
Con el desarrollo de la taifa de Valencia en la segunda mitad del siglo XI, se hizo necesaria una mejor defensa. La zagüiya fue suprimida, aprovechándose como torre, la torre sur. Se edificó una nueva muralla, en la cual se situó una puerta que sustituía el suprimido acceso por la alquibla. Ante la nueva puerta se construyó un patio de 150 m², el cual se realizaba funciones de barbacana en tiempos de guerra, o albacara en periodos de paz. El gran torreón pasó a servir como residencia y atalaya dentro del recinto agrandado por una nueva muralla que sustituyó a las dos iniciales, arrasadas. Los nuevos accesos incluían un camino carretero. El conjunto alcanzaba una superficie de 3000 m².
Durante el primer tercio del siglo XIII, los almohades realizaron diversas reformas. El torreón se modificó, pasando a ser más alto y estrecho. También se realizaron mejoras en el camino de ronda y nuevas dependencias en el interior, pero la cisterna siguió quedando fuera del recinto. El castillo formaba parte de la red de defensa almohade, en línea de visión directa con los de Macastre y Buñol.
Tras la conquista cristiana en 1238, el castillo se transformó en sede de un señorío. Así era la residencia del gobernador y ocasionalmente del señor, contando también con bodegas y almacenes para los impuestos recaudados, e instalaciones para su transformación. En la parte oriental se construyó la serie de habitaciones para residencia del señor o del gobernador, como la sala grande, el estudio, la cambra y la recambra. También se edificó una gran cocina. Había también un granero, dos lagares, tres bodegas; el torreón fue destinado a mero almacén y armero. En la antigua barbacana se habilitó una porqueriza, una cuadra y pequeños graneros. Se construyó en el interior del recinto una cisterna de 40 m³, mayor que la inicial del complejo.
A inicios del siglo XV, la amenaza del reino de Castilla desde la zona de Requena, llevaron a realizar mejoras en las defensas. Las almenas fueron sustituidas por parapetos con troneras, de forma que facilitaba su uso para disparar espingardas y ballestas. Así mismo, la torre sur fue rebajada para emplazar en ella una bombarda. Con la modificación de la torre sur, la antigua cisterna quedó sin suministro de agua y ya solo se usó como abrevadero.
En 1449 se llevó a cabo un inventario de los contenidos del castillo, a petición de los acreedores del señor local, Pere Boïl de Lladró. Este texto es una de las bases documentales que permiten conocer el uso de la fortaleza en aquel momento. En 1451 se llevaron a cabo reformas imprescindibles en diversas techumbres; el castillo se encontraba ya en muy mal estado.
La unión dinástica entre Aragón y Castilla en 1480 eliminó el interés defensivo del castillo. Los señores locales se trasladaron a una nueva sede en Turís, junto a la iglesia.

## Imágenes

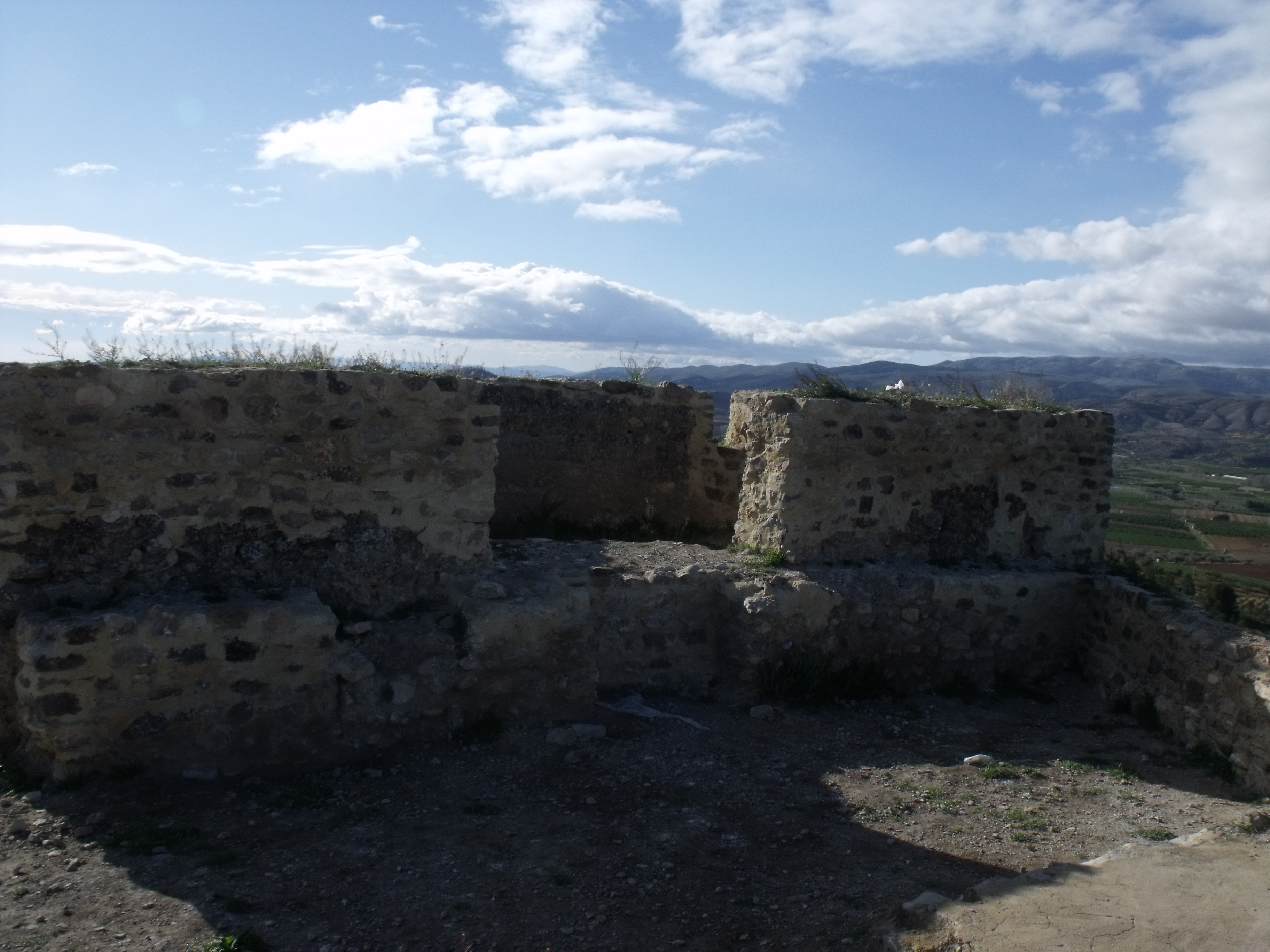
Torre sur, construida sobre el antiguo oratorio.
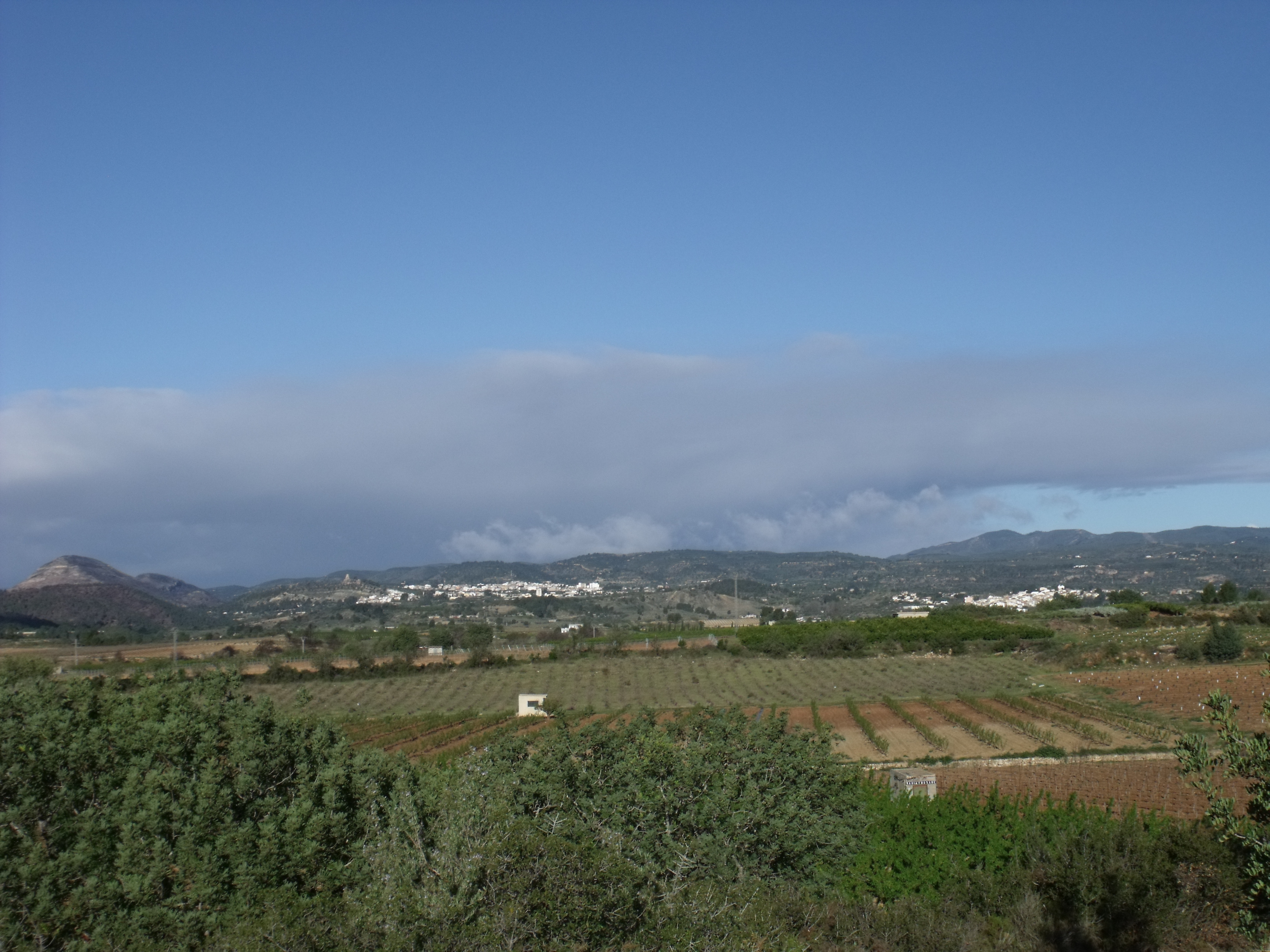
El castillo de Macastre es visible desde el de Turís.
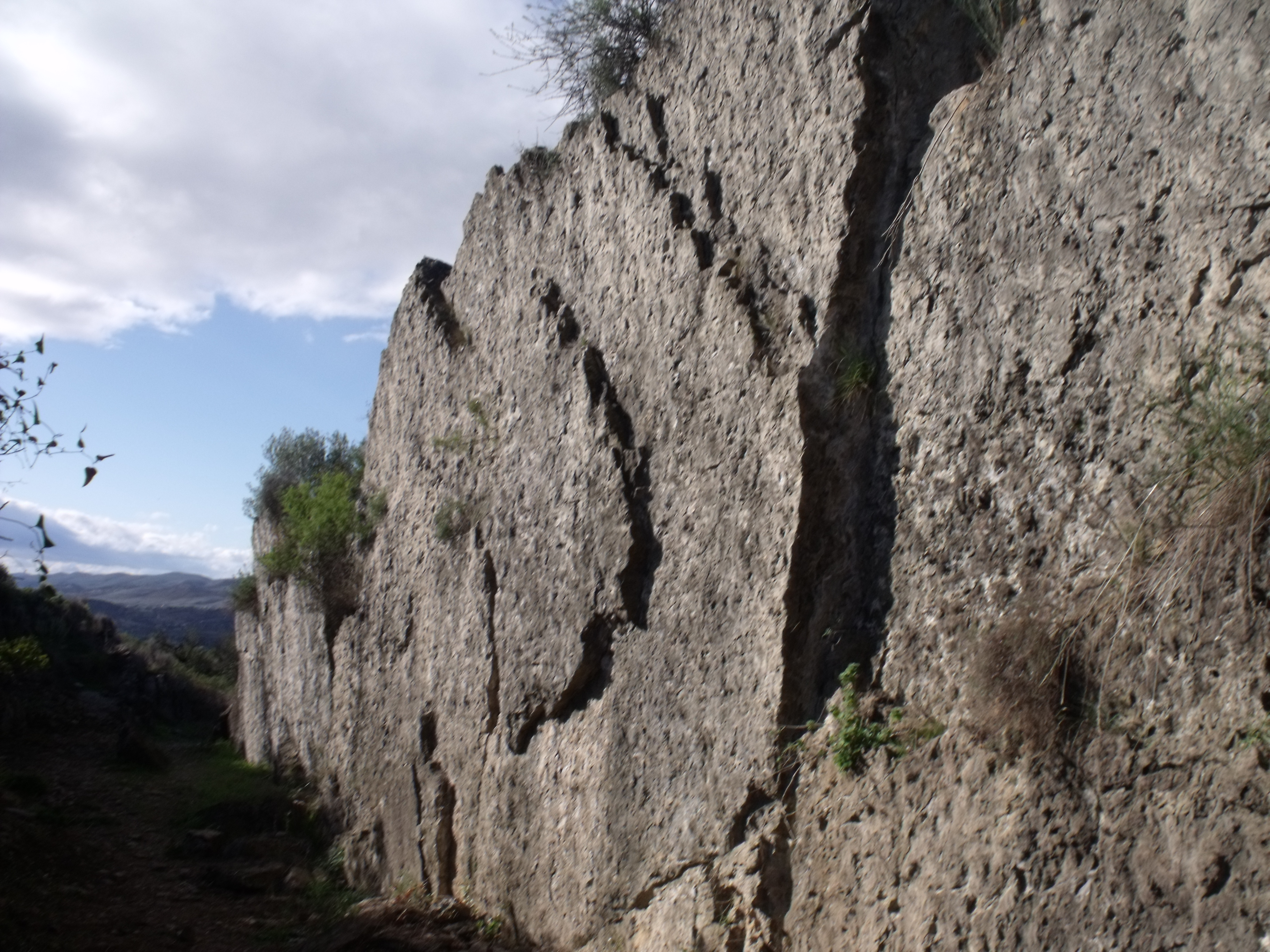
El camino de acceso está parcialmente excavado en la roca.
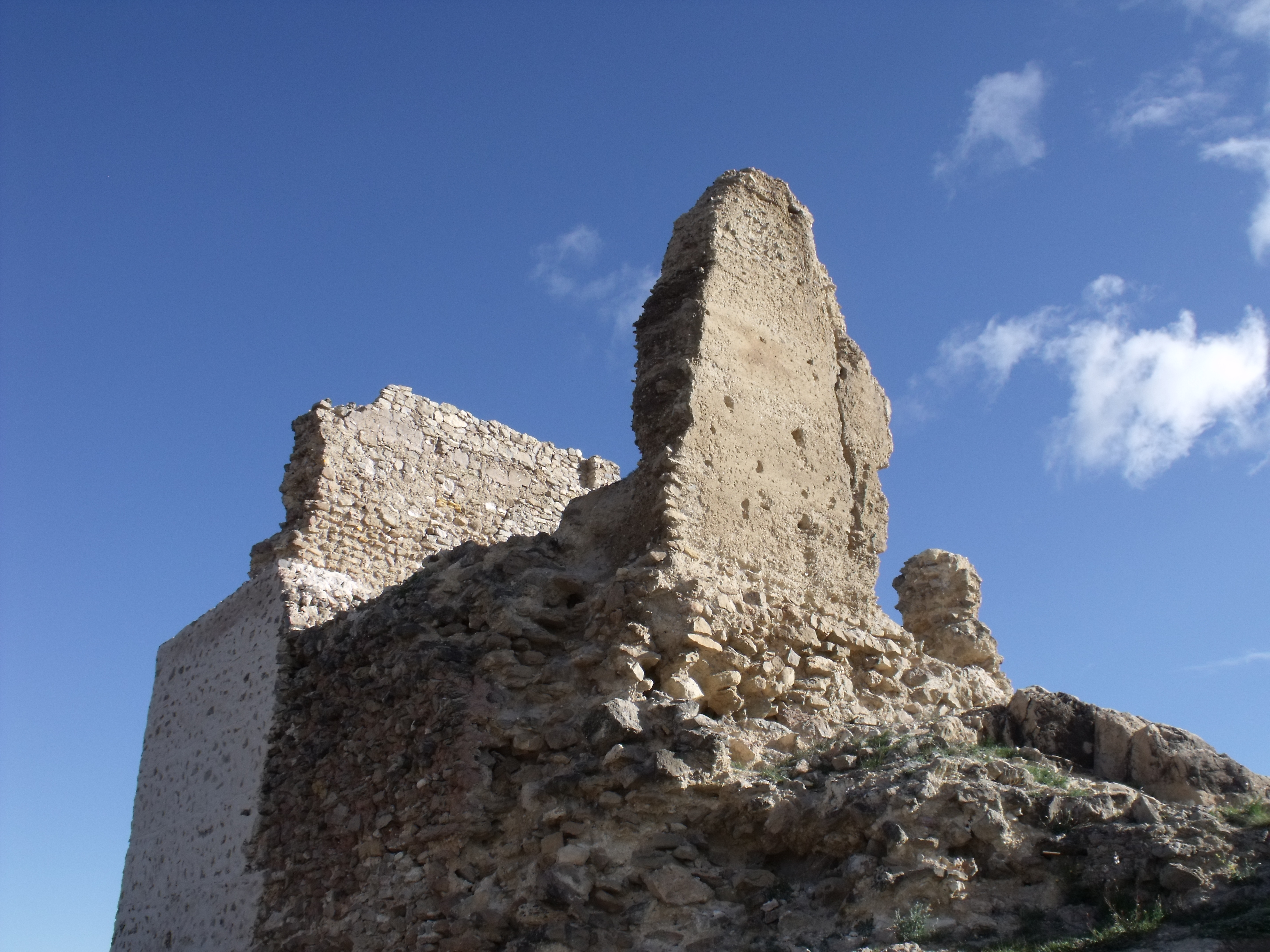
Torreón septentrional.
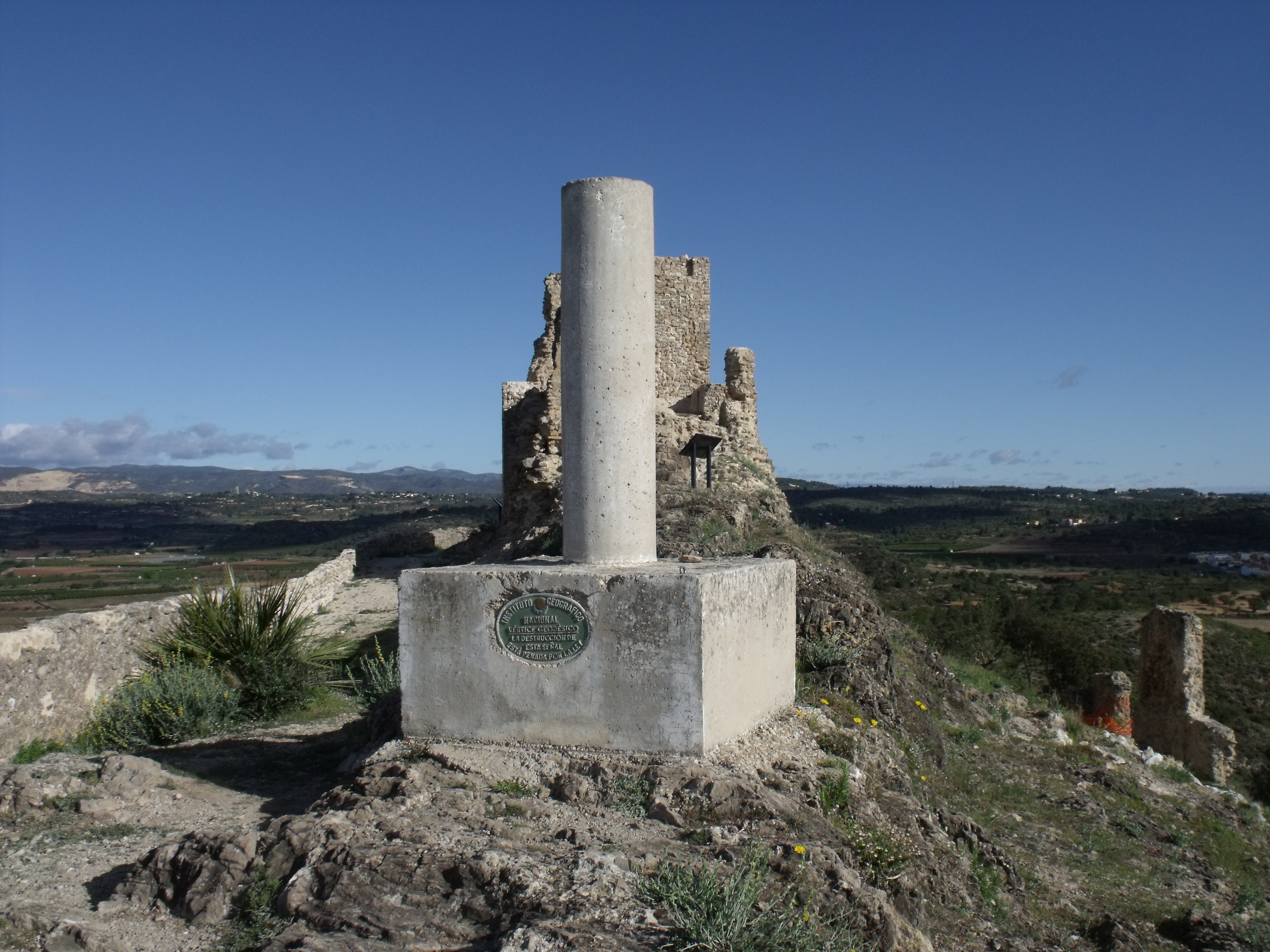
Vértice geodésico instalado por el Instituto Geográfico Nacional en el siglo XX.
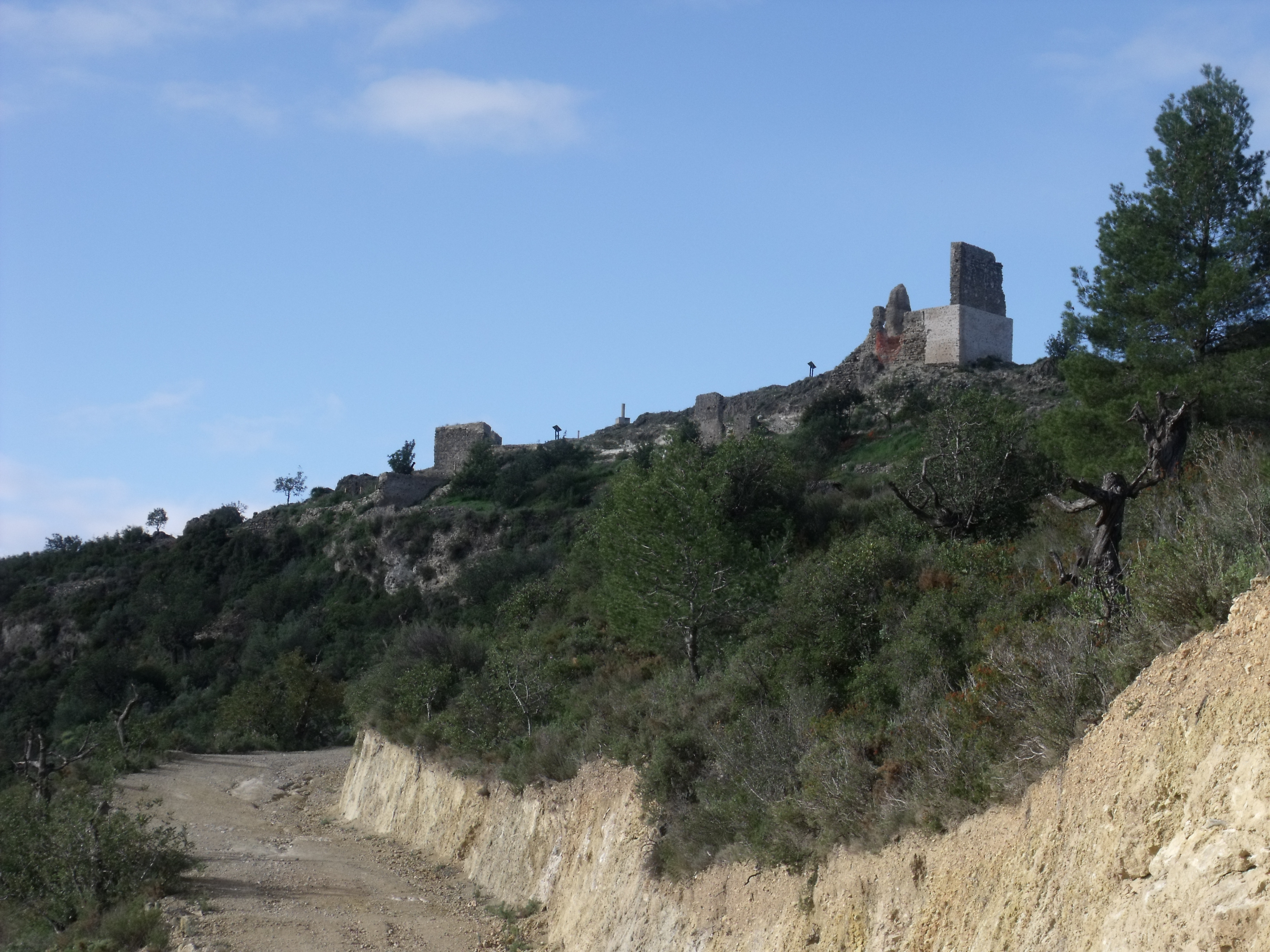
Vista desde el este.

- Wikimedia Commons alberga una categoría multimedia sobre Castillo de Turís.